# Danske mesterskaber i atletik 1899
Danske mesterskaber i atletik 1899 var det sjette Danske mesterskaber i atletik. Kun tre discipliner 150 meter, 1 mile løb og 1 km gang var med på programmet.
| Disciplin | Guld                                           | Sølv                                  | Bronze                  |
| --------- | ---------------------------------------------- | ------------------------------------- | ----------------------- |
| 150 meter | Ernst Schultz Københavns FF ?                  | Ferdinand Petersen Københavns FF 18,2 | P. Schou Freja Odense ? |
| 1 mile    | Christian "C" Christensen Københavns FF 4:57.6 | Carl Hansen Sparta IF 4:58.3          | ?                       |
| 1 km gang | Holger Kleist Københavns FF 4:04,4             | ?                                     | ?                       |
Kilde: DAF i tal
| Atletik | Spire Denne artikel om atletik er en spire som bør udbygges. Du er velkommen til at hjælpe Wikipedia ved at udvide den. |